# MachII
Mach-II is een open-source Model-view-controller framework voor ColdfusionMX-applicaties.
Dit framework zorgt onder meer voor centrale afhandeling van door de programmeur gedefinieerde events. Deze afhandeling geschiedt door zogenaamde event-handlers. Events en Event-handlers worden gedefinieerd in een centraal configuratiebestand (in xml-formaat). Binnen de event-handlerdefinitie kunnen zogenaamde event-listeners worden aangeroepen. Event-listeners handelen een onderdeel van de business logic (bijvoorbeeld een item uit een database ophalen) van de applicatie af en geven het resultaat terug aan het huidige event.
Aangezien ColdfusionMX op Java draait en notie heeft van klassen en objecten, zijn er sterke overeenkomsten met Apache Struts en het gebruik van Design Patterns. Alternatieve frameworks voor ColdfusionMX zijn ModelGlue en Tartan.